# Ramón Menéndez Pidal
Ramón Menéndez Pidal (Corunha, 13 de março de 1869 — Madrid, 14 de novembro de 1968 foi um filólogo, historiador, folclorista e medievalista espanhol. Criador da escola filológica espanhola, foi um membro erudito da Geração de 98 e avô do filólogo Diego Catalán.

## Biografia
Foi batizado no dia 18 de março de 1869 na Igreja Paroquial Colegiata de Santa Maria do Campo da Corunha com o nome de Ramón Francisco Antonio Leandro. Era filho do magistrado Juan Menéndez Fernández, natural de Pajares (Astúrias), e de Ramona Pidal, natural de Villaviciosa (Astúrias). Quando contava treze meses seu pai se mudou para Oviedo, destituído do cargo de magistrado por não jurar a constituição de 1868; nesta cidade viveu até os sete anos, quando seu pai foi reabilitado no cargo e enviado a Sevilha. Aos dez anos prestou um exame para ingressar no Instituto de Albacete, cidade à qual seu pai havia sido transferido como magistrado; no dito instituto iniciou a Segunda Enseñanza, que continuou em Burgos (segundo ano) e Oviedo (terceiro e quarto). Em 1883 estudava no Instituto "Cardenal Cisneros" de Madrid. Ramón Menéndez Pidal chamou este período de sua educação de "sua castelhanização", segundo escreveu Carmen Conde em 1969, porque seus "condiscípulos zombavam dos asturianismos de sua fala". Depois estudou na Universidade de Madrid, onde foi discípulo de Marcelino Menéndez Pelayo e, em 1899, obteve a cátedra de filologia românica da Universidade de Madrid, que haveria de conservar até sua aposentadoria.
Em 1900, casou-se com María Goyri, a primeira mulher a fazer estudos oficiais, terminados na Faculdade de Filosofia e Letras (1896). Em sua lua-de-mel descobriram ambos a persistência do Romancero espanhol como literatura oral e começaram a recolher muitos romances em sucessivas excursões pelas terras de Castilla la Vieja. Eleito para a Real Academia Espanhola em 1901, seu mestre Menéndez Pelayo pronunciou seu discurso de acolhida. O rei Afonso XII o nomeou comissário no conflito de limites entre Peru e Equador (1905), o que aproveitou para, uma vez terminado seu trabalho e assinada a aceitação da arbitragem por ambos países, viajar por outros países hispano-americanos para estudar neles o Romancero tradicional espanhol que ainda sobrevivia. Em 16 de junho de 1910 foi nomeado Presidente do Comitê Diretivo da Residencia de Estudiantes, criada em 6 de maio do mesmo ano. Em 2 de março de 1915 foi confirmado no cargo de diretor do Centro de Estudos Históricos, que vinha exercendo desde sua criação. Em 21 de maio de 1926 foi eleito primeiro vice-presidente da Junta de Ampliação de Estudos; todas estas instituições se achavam relacionadas com os princípios propugnados pela Institución Libre de Enseñanza (ILE) e, de fato, uma de suas filhas, a pedagoga Jimena Menéndez Pidal, foi a fundadora do centro de ensino Colegio Estúdio, cujo ideário recolheria o espírito da ILE.
Em 1925 foi eleito diretor da Real Academia Espanhola. Durante a Guerra Civil Espanhola se exilou em Bordéus, Cuba, Estados Unidos e Paris. Em setembro de 1937 inaugurou seus cursos na Universidade de Columbia sobre "A história da língua espanhola" e "Os problemas da épica e o romancero". Em Bordéus, urgido pela Guerra Civil, começou a escrever a História da língua Espanhola, obra póstuma publicada em 2005 aos cuidados de Diego Catalán Menéndez Pidal. Em 1939 deixou a diretoria da Real Academia em sinal de protesto ante as decisões que o poder político fascista tomou sobre a situação de alguns de seus membros; contudo, voltou a ser eleito diretor em 1947 e continuou neste cargo até sua morte, não sem conseguir, como pretendia anteriormente com sua demissão, que as cadeiras de acadêmicos exilados permanecessem sem ocupação até que falecessem.
Sepultado no Cemitério de San Justo.

## Obra
Em 1893 a Real Academia Espanhola premiou um estudo seu sobre A Gramática e Vocabulário do Poema del Çid, que publicou anos depois. Seu primeiro livro importante foi A lenda dos infantes de Lara (1896), um estudo exaustivo da lenda e de sua transmissão até o século XX cuja importância derivaria de ser o gérmen de sua tentativa posterior de explicar a totalidade da primitiva épica medieval castelhana, até então descuidada pela crítica. Sua tese se resume na origem oral, anônima e fragmentário das canções de gesta. Continuou desenvolvendo sua teoria na edição de sua tese de doutorado: Cantar de Mío Cid: texto, gramática y vocabulario (1908-1912), edição paleográfica acompanhada de importantes notas eruditas, revisadas, porém, pela crítica atual.
Reconstruiu, além disso, a gramática da época a partir do material linguístico desta obra, o que assentava com as bases de sua fundamental Gramática histórica. Por esta obra recebeu um prêmio da Real Academia da História.
Acometeu depois nas Crónicas generales de España (Catálogo de la Real Biblioteca) o estudo sistemático da historiografia espanhola. Em 1899 conquistou a cátedra de Filologia Românica da Universidade Central, que ocupou até sua aposentadoria em 1939. A partir dessa cadeira e do Centro de Estudos Históricos (CEH), do qual foi nomeado diretor em 1910 e instituição vinculada ao krausismo da Institución Libre de Enseñanza, a conduziu em uma amostra do que seria o Consejo Superior de Investigaciones Científicas (CSIC). Com seu trabalho acadêmica e no CEH, educou a toda uma geração de filólogos espanhóis: Tomás Navarro Tomás, Américo Castro, Dámaso Alonso, Rafael Lapesa e Alonso Zamora Vicente, entre outros que em grande parte marcharam ao exílio ao fim da Guerra Civil. Em 1925, ao alcançar as bodas de prata de seu professorado, seus discípulos e amigos lhe ofereceram uma Homenagem, que consistia em três volumes de estudos nos quais colaboraram 135 autores espanhóis e estrangeiros.
Em 1902 ingressou na Real Academia Espanhola com um discurso sobre O condenado por desconfiado de Tirso de Molina. Em 1904 publicou o Manual de Gramática histórica espanhola, reimpresso diversas vezes, que foi sendo polido e enriquecido em edições posteriores. A publicação de "O dialeto leonês" é de 1906, impresso na Revista de Archivos, Bibliotecas y Museos. Em 1912 ingressou na Real Academia da História com um discurso sobre A Crônica Geral que mandou compor Afonso X. Em 1914 fundou a Revista de Filologia Espanhola, na qual publicou como anexos as obras que naquela época escreviam principalmente seus discípulos Tomás Navarro, Rodolfo Lenz, Wilhelm Meyer-Lübke ou ele mesmo, e que supôs um autêntico resgate do hispanismo das mãos estrangeiras nas quais até então havia estado. Nela publica estudos sobre Elena y María, os restos do Cantar de Roncesvalles, sobre o vocalismo na toponímia ibérica etc. A Revista de Filologia Espanhola continuou publicando durante a Guerra Civil aos cuidados de Rafael Lapesa até o número 24, correspondente ao ano 1937, sob a supervisão de Tomás Navarro e direção de Emilio Alarcos García, ainda que tenha sofrido algum atraso por falta de papel para sua impressão nas oficinas de Hernando. O Centro de Estudos Históricos permaneceu ativo ao menos durante o ano de 1937, abrindo-se uma seção em Valência na Casa da Cultura onde trabalhavam Dámaso Alonso, Emilio Alarcos García e Antonio Rodríguez Moñino, além de vários bolsistas e os estrangeiros Bonfante e Ángel Rosenblat. Em 1938 o Governo da República retirou de Ramón Menéndez Pidal o cargo de Diretor do Centro de Estudos Históricos "por abandono de serviço" enquanto estava dando um curso na Universidade de Columbia de Nova York e nesse mesmo ano o Governo de Franco suprimiu a Junta de Ampliação de Estudos e o Centro de Estudos Históricos. No verão de 1938, Menéndez Pidal de mudou para Paris, e até 4 de julho de 1939 não lhe foi concedida permissão para regressar a Madrid com sua família, posto que pesou sobre ele um expediente de depuração que se despronunciou quando cumpriu 83 anos. O número 25 da Revista de Filologia Espanhola reapareceu no ano de 1941 figurando como fundador Ramón Menéndez Pidal, mas em vez de depender do Centro de Estudos Históricos pertencia ao recém-criado Consejo Superior del Investigaciones Científicas. O nome do Instituto continuou sendo o de "Instituto Antonio de Nebrija". Neste número, entre outras assinatura apareceram os nomes de Emilio Alarcos (pai), Dámaso Alonso, José María de Cossío, Vicente García de Diego, Manuel García Blanco, Francisco Rodríguez Marín, María Josefa Canellada, Alonso Zamora Vicente, Francesc de Borja Moll e Rafael Lapesa, representativas do chamado exílio interior dos intelectuais espanhóis do pós-guerra. Os discípulos de Menéndez Pidal, Amado Alonso e Alonso Zamora Vicente criaram suas próprias revistas de pesquisa filológica em Buenos Aires, o primeiro a Revista de Filologia Hispânica e o segundo Filologia.
Em 1924 Ramón Menéndez Pidal publicou Poesía juglaresca y juglares, onde investiga as origens da poesia em Castela e sua relação com as cortes nobiliárquicas, e reconstrói com diversos testemunhos fragmentários uma das primeiras serranillas.
La epopeya castellana a través de la literatura española (1910), traduzida por H. Merimée como L'Epopée castillane à travers la Littérature espagnole, demonstrou a persistência da tradição épica castelhana por meio do Romancero e o teatro clássico barroco espanhol até a atualidade (de fato, durante sua lua-de-mel; Menéndez Pidal percebeu que se continuava recitando romances de origem medieval entre o povo e se encarregou de iniciar o estudo dessas manifestações orais da épica, que não existem em nenhuma outra cultura salvo na iugoslava). Em 1925 publicou um estudo erudito histórico, La España del Cid (1929). Reliquias de la poesía épica española (1952); Romancero hispánico (1953) e Poesía juglaresca y juglares, cuja última redação corresponde a 1957.
Suas obras estritamente filológicas são: Manual elemental de Gramática Histórica española (1904), sucessivamente ampliado e corrigido e cuja importância deriva de ter implantado os métodos científicos na Filologia Hispânica, Orígenes del español (1926), monumental e muito erudita análise dos primeiros tempos do castelhano atendo-se rigorosamente à mais escrupulosa cientificidade das leis fonéticas; Toponimia prerrománica hispana (1953), El dialecto leonés (1906) etc. Também realizou diversos trabalhos sobre estilística como La lengua de Cristóbal Colón y otros ensayos (1942), no qual analisa as particularidades linguísticas e estilísticas de Teresa de Ávila, Cristóvão Colombo etc.
Impulsionou em 1935 o projeto de redigir coletivamente uma grande Historia de España, que há pouco tempo foi finalizada. Suas obras históricas são La idea imperial de Carlos V (1938). Muito discutida tem sido sua opinião sobre Bartolomé de las Casas, em quem via pouco menos que um paranóico, encontrada em Menéndez Pidal, Ramón. El padre Las Casas. Su doble personalidad. Madrid: Espasa-Calpe, (1963).

## Homenagens
Existe um colégio público com seu nome Ramón Menéndez Pidal em Avilés (Astúrias), outro também conhecido como "La Escuelona" em Gijón (Astúrias), mais um em Torrelavega (Cantábria), em Los Rosales (Andaluzia) e na Corunha (conhecido como "el Zalaeta"). Em Madrid, Valência, Saragoça, Oviedo, Corunha, Huesca, Sevilha e em outras localidades há ruas que levam seu nome. Mas a herança de Ramón Menéndez Pidal foi mais importante. Jon Juaristi percebeu quando escreveu o seguinte:
A figura de Ramón Menéndez Pidal, que, sem muita exatidão, se definiu ele mesmo em alguma ocasião como «alguém de noventa e oito», encabeçou as iniciativas fundamentais da cultura espanhola durante quase três quartos do século XX, não somente no âmbito da linguística, a história literária e a historiografia, senão também no da literatura de criação. Sem Menéndez Pidal não teríamos um medievalismo digno de tal nome, desconheceríamos ou conheceríamos muito mal a história das línguas peninsulares (não somente a do espanhol); as obras de Américo Castro (seu sequaz díscolo) e, em boa parte, a de Ortega teriam ficado gravemente minguadas e, desde então, a Geração de 27 não teria dado seus extraordinários frutos nem na poesia nem na crítica. Não foi um nacionalista deprimido nem belicoso. Não necessitou sê-lo: espanhol e liberal de uma peça, fez sua a ética do trabalho patrocinado pelos institucionistas e não escolheu mal seus modelos históricos (ante tudo, Afonso X, o rei Sábio, criador do primeiro laboratório humanístico ocidental, em conformidade com seu projeto de um Renascimento na língua vulgar que se adiantou em mais de duas centúrias às versões vernáculas europeias da volta aos clássicos). Se sua obra foi manipulada por um nacionalismo com vocação totalitária, é também inegável que constituiu uma referência primordial para a reconstrução de uma razão ilustrada, autenticamente nacional e democrática, durante os anos do franquismo, mais fecundos do que se costuma reconhecer graças a esforçados empreendimentos individuais ou familiares como a que dom Ramón apoiou ao longo de três décadas que permitiram restabelecer a continuidade com o melhor da cultura espanhola anterior à guerra civil. (J. Juaristi, ABC, 5 de junho de 2005).

## Controvérsia
O Cantar de Mio Cid não era apenas foco académico de Pidal, mas também um manuscrito de propriedade de sua família. O hispanista inglês Colin Smith, analisando as tintas do manuscrito com raios X, declarou que Pidal manipulou o documento retocando versos, alterando palavras e alterando a data que aparece no texto para fazê-lo parecer mais antigo do que realmente era. Em 1995, na sua obra A Conquista Árabe de Espanha: 710-797, Colin Smith viria a declarar-se duramente crítico de "os mitos nacionais que levaram à construção da identidade espanhola moderna".

## Principais publicações
- La leyenda de los siete infantes de Lara (1896)
- Crónicas generales de España (1898)
- Manual elemental de Gramática histórica española (1904)
- El dialecto leonés (1906)
- Cantar de mio Cid: texto, gramática y vocabulario (1908–1912)
- Orígenes del español (1926)
- La España del Cid (1929)
- La idea imperial de Carlos V (1938)
- Reliquias de la poesía épica española (1952)
- Romancero hispánico (1953)
- En torno a la lengua vasca (1962), coleção de obras anteriores
- El padre Las Casas: su doble personalidad (1963)